# Spójnia Warszawa

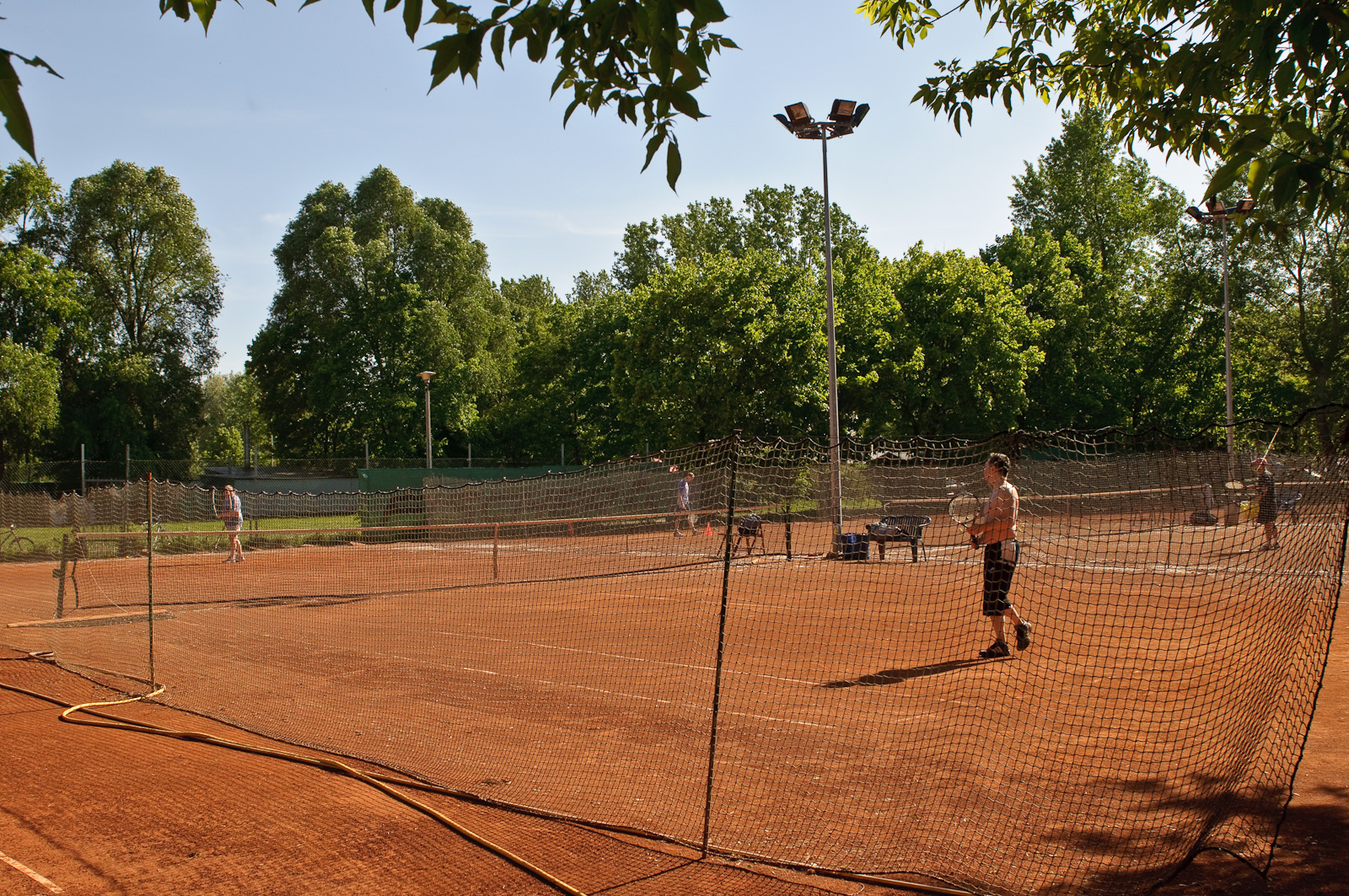
Korty tenisowe Spójni (2009)

Klub Sportowy Spójnia Warszawa – polski wielosekcyjny klub sportowy z siedzibą przy ul. Wybrzeże Gdyńskie 2 w Warszawie, założony w 1949 r. Najwybitniejsi zawodnicy w historii klubu to: oszczepnik Janusz Sidło, żeglarz Dominik Życki i kajakarka Daniela Walkowiak.

## Historia

### Chronologia nazw
- 1949: Klub Sportowy (KS) Spójnia-Marymont
- 1950: KS Spójnia (przyłączony Robotniczy Klub Sportowy Rywal)
- 1951: Terenowe koło Sportowe nr 1 (TkS nr 1) Spójnia Warszawa
- 1954: Zrzeszenie Sportowe (ZS) Sparta (fuzja TkS nr 1 Spójnia Warszawa i ZS Ogniwo)
- 1965: KS Spójnia-Marymont

## Obiekty
Spójnia posiada obiekty w sąsiedztwie Centrum Olimpijskiego przy Wisłostradzie na Żoliborzu oraz nad Zalewem Zegrzyńskim, w Nieporęcie, gdzie mieści się Baza Regatowa Sekcji Żeglarskiej.

## Sekcje
Zawodnicy sekcji żeglarskiej trenują na jachtach klasy Optimist, L’Équipe, Laser Standard, Laser Radial, Laser 4,7, 420, 470, Finn. Sekcja żeglarska oprócz grup regatowych posiada szkółkę żeglarską dla dzieci, w której najmłodsi żeglują na jachtach klasy Optimist i Omega.
Sekcję piłkarską rozwiązano w 2006 r.
Sekcja smoczych łodzi została założona w 2004 r. Jej akwen treningowy stanowi Kanał Żerański w Warszawie. Drużyna zdobyła mistrzostwo Polski w 2009 r. w klasie seniorskiej we wszystkich kategoriach (open i mikst) i na wszystkich dystansach (200 m i 500 m), srebro Klubowych Mistrzostw Europy 2009 w kategorii mikst 200 m w Budapeszcie, 5. miejsce Narodowych Mistrzostw Świata 2009 w kategorii mikst 200 m w Racicach (Czechy), a w 2008 r. zdobyła wicemistrzostwo Europy w klasie senior, w kategorii mikst 200 m w Sabaudii (Włochy).